# Folkets tjänare (TV-program)
Folkets tjänare (ukrainska: Слуга народу Sluha narodu, ryska: Слуга народа Sluga naroda) är en populär ukrainsk tv-serie och en uppföljande TV-film om en historielärare med namnet Vasyl Holoborodko, som av en slump blir oligarkbekämpande ukrainsk president. Serien startade 2015 och visades på den ukrainska tv-kanalen 1+1 som styrs av oligarken Ihor Kolomojskyj. Huvudrollen spelas av Volodymyr Zelenskyj som senare ställde upp i ukrainska presidentvalet 2019 och vann.
14 april 2022 hade serien premiär på SVT.

## Handling

### Säsong 1
Handlingen i serien kretsar kring historielärare Vasyl Petrovytj Holoborodko som en dag, på grund av grymheten i livet omkring honom, tappar humöret och i vredesmod uttrycker allt raseri för sin kollega. En elev i hans klass filmade i smyg den här konversationen på sin mobiltelefon och laddade upp klippet på internet och fick därmed miljontals visningar.
Holoborodko blir mycket populär och lägger fram sin kandidatur till presidentvalet, efter att ha gett efter för sina elevers övertalning, med stöd från medborgare som har samlat in den summa pengar som krävs för att registrera en kandidat. Nästa morgon efter valet anländer en bilkortege ledd av premiärministern till en vanlig lägenhet i Kiev på Darnitsa. En enkel frånskild historielärare som bor med sina föräldrar börjar ett helt nytt liv.

#### Långfilm
Våren 2016 meddelade seriens regissör Aleksej Kirjusjtjenko att det planerades att spela in en långfilm baserad på manuset till den andra säsongen av Folkets tjänare. Enligt honom förbereds premiären till filmen i början av 2017. Med start sommaren 2016 har filminspelningarna pågått i olika städer i Ukraina. Direkt efter långfilmen planeras det att göra 24 nya avsnitt av den redan välkända serien.
President Vasyl Holoborodko har suttit vid makten i nästan ett halvår. Den ekonomiska situationen i landet har försämrats, priserna stiger, den nationella valutan deprecierar och folkets förtroende för presidenten sjunker snabbt. För att stabilisera situationen i Holoborodkos land är det nödvändigt att få ekonomiskt stöd från IMF på ett belopp av 15 miljarder euro, vilket kan tillhandahållas om reformer införs i Ukraina och anti-korruptionslagar antas. Verchovna Rada, som i hemlighet drivs av oligarkerna, blockerar dock omröstningen om paketet med dessa lagar.
För att förverkliga sina planer åker presidenten på en tur runt i Ukraina för att besöka Charkiv, Odessa, Zaporizjzja och Lviv.

### Säsong 2: Från kärlek till riksrätt
Den andra säsongen är en förlängning av filmen. De första sju avsnitten berättar historien innan filmen, de nästa sju avsnitten är en utvidgning av filmen, där handlingen visas mer detaljerat, och de återstående tio avsnitten berättar om händelserna efter filmen.
Efter de misslyckade reformerna som genomfördes på begäran av IMF, avgår Holoborodko, men nominerar sin kandidatur för nästa presidentval i Ukraina. Den andra halvan av säsongen ägnas helt och hållet åt hans försök att vinna tillbaka folkets kärlek med ett spektakulärt kampanjprogram.

### Säsong 3: Valet
Den tredje säsongen av serien börjar vid Kievs medicinska universitet 2049. Universitetsstudenter går motvilligt på föreläsningar, utan att förstå varför de behöver det, de studerar Ukrainas historia under perioden 2019-2023. Läraren berättar för eleverna om händelserna som ägde rum på den tiden - efter det andra valet av Holoborodko.

## Rollista
- Volodymyr Zelenskyj – Vasyl Petrovytj Holoborodko, Ukrainas president, tidigare historielärare / Grigorij Sergejevitj Burjanenko, dubbelgångare
- Stanislav Boklan – Jurij Ivanovytj Tjujko, Ukrainas korrupta premiärminister
- Elena Kravets – Olha Jurijivna Misjtjenko, president Holoborodkos ex-fru, chef för Ukrainas centralbank, senare Ukrainas tillförordnade premiärminister, i den tredje säsongen Ukrainas premiärminister / prinsessan Olga
- Jevhen Kosjovyj – Serhij Viktorovytj Muchin, Ukrainas utrikesminister, Holoborodkos klasskamrat / Nestor
- Olha Zjukovtsova – Oksana Skovoroda, Muchins assistent
- Jurij Krapov – Mychajlo Ivanovytj Sanin, chef för skattemyndigheten / Mychajlo Hrusjevskyj
- Oleksandr Pikalov – Ivan Andrijovytj Skoryk, Ukrainas försvarsminister, kapten för Ukrainas väpnade styrkor / Bogdan Chmelnytskyj
- Sergej Kazanin – bildskapare
- Jurij Korjavtjenkov – Boris Ivanovitj Dudjak, chef för Antikorruptionsbyrån. I andra säsongen arbetar han som assistent till oligarken Rojzman
- Mychajlo Fatalov – Mykajel Asjotovytj Tasunjan, chef för SBU / Skytisk tsar Atej
- Viktor Sarajkin – Petro Vasylovytj Holoborodko, president Holoborodkos pappa
- Natalija Sumska – Marija Stefanivna Holoborodko, president Holoborodkos mamma
- Kateryna Kisten – Svitlana Petrivna Sakhno, president Holoborodkos syster
- Anna Kosjmal – Natalja, dotter till Svitlana, president Holoborodkos systerdotter
- Alexej Kirjusjtjenko – Serhij Pavlovytj, Ukrainas tidigare president (förlaga: Viktor Janukovytj)
- Volodymyr Gorjanskij – Rustem Asjotovitj Mamatov, oligark (förlaga: Rinat Achmetov)
- Jurij Grebelnik – Andrej Nikolajevitj Nemtjuk, oligark (förlaga: Viktor Pintjuk) / Plutarchos
- Dmitrij Oskin – Michail Semjonovitj Rojzman, oligark, senare chef för den autonoma republiken Uman (förlaga: Ihor Kolomojskyj)
- Dmitrij Lalenkov – oligarken Rojzmans bror och namne, ersätter honom i filmen och några avsnitt av den andra säsongen
- Vitalina Bibliv – Mila, Skoriks fru
- Tatiana Petjonkina – Nina Jegorovna Tretiak, Holoborodkos tidigare lärare, chef för SBU
- Alexej Vertinskij – Sergej Süsseldorf, designer (avsnitt 5) / kung Ludvig XVI (avsnitt 20)
- Georgij Povolotskij – Tolja, säkerhetschef
- Jelena Bondareva-Repina – Raisa Andrejevna, rektor
- Dmitrij Surzjikov – Dmitrij Vasiljevitj Surikov, chef för nationalbanken, senare Ukrainas premiärminister, Ukrainas president och chef för Svartahavsförbundet (förlaga: Petro Porosjenko)
- Alexej Smolka – Sergej Leonidovitj Karasiuk, ledare för den parlamentariska fraktionen "Vidzvoliteli", senare Generalsekreterare för Sovjetunionen (förlaga: Yuri Boyko), Nemtjuks man
- Zjanna Bogdevitj – Zjanna Jurjevna Borisenko, ställföreträdare, senare Ukrainas president och chef för Slobozjansjtjina, Mamatovas man (förlaga: Julia Tymosjenko)
- Vitaliij Ivantjenko – Vitaliij Romantjenko, chef för Dobrobuts parlamentariska fraktion, Rojzmans man
- Michail Krisjtal – Jaroslav Chudobjak, talare för Verchovna Rada (förlaga: Oleh Tiahnybok), Nemtjuks man
- Michail Kukujuk – Borislav Kostiuk, ställföreträdare från Dobrobut-fraktionen, senare ledaren för National Military Squad och kungen av det galiciska kungariket (förlaga: Dmytro Jarosj), Rojzmans man
- Nazar Zadneprovskij – Nazar Dobryjvetjer, borgmästare, senare hetman i Zaporizjzja (förlaga: Oleh Ljasjko), Mamatovs man
- Anastasia Karpenko – Jana Klymenko, oppositionsjournalist
- Ljudmila Ardeljan – Matilda Olsen, chef för EBRD-banken
- Michail August – Andrej Vladimirovitj Jakovlev, kulturminister
- Halyna Bezruk – Anna Mykhajlivna, ledande specialist på utvecklingsavdelningen, rådgivare till presidenten i allmänna frågor; i den andra säsongen spelas rollen av Anastasia Tjepeljuk
- Sergej Kalantaj – Otto Adelweinsteiner, chef för IMF
- Michail Politsejmako — Kostas Paragonis, Greklands utrikesminister
- Valerj Zjidkov – programledare för TjistoNews under den första säsongen / historielärare från 2049 i säsong 3

## Distribution och visningar i andra länder
Under 24 oktober 2015, dagen före regionalvalen i Ukraina, sattes tält upp för "Folkets president" Holoborodko på huvudstadens gator. Som en del av denna aktion delade initiativtagarna ut vykort till folket i Kiev med olika slagord.
Den politiska komedin Folkets tjänare blev den högst rankade serien i ukrainsk TV 2015. Serien har setts fler än 98 miljoner gånger på Kvartal 95:s officiella YouTube-kanal.
Folkets tjänare köptes upp av TV-kanaler i Estland och Kazakstan. I början på året började den ukrainska serien sändas på den estniska TV-kanalen ETV +, på bästa sändningstid (kl. 20:30) efter nyheterna. Sedan dess har serien köpts upp av flera onlineplattformar.
I september 2017 sålde Kvartal 95 Studio rättigheterna att sända serien Folkets tjänare till Netflix, världens största internet-tv-plattform. Studio Kvartal 95 förhandlade också fram ett avtal om försäljning av formatet för serien till det amerikanska företaget Fox Studios. 14 april 2022 hade serien premiär på SVT.